# Małgorzata Maria Farnese
Małgorzata Maria Farnese (ur. 24 listopada 1664 w Parmie, zm. 17 czerwca 1718 w Colorno) – księżniczka Parmy i poprzez małżeństwo księżna Modeny i Reggio.
Urodziła się jako córka księcia Parmy i Piacenzy Ranuccio II oraz jego drugiej żony księżnej Izabeli.
14 lipca 1692 w Parmie poślubiła swojego brata ciotecznego – księcia Modeny i Reggio Franciszka II d’Este. Para nie miała dzieci. Po śmierci Franciszka jego następcą został stryj (przyrodni brat jego ojca) kardynał Rinaldo d’Este.